# لوبیای ساحلی
لوبیای ساحلی (نام علمی: Canavalia rosea) نام یک گونه از تبار فازئولآ است.